# Municipio de Clifford (Pensilvania)
El municipio de Clifford (en inglés: Clifford Township) es un municipio ubicado en el condado de Susquehanna en el estado estadounidense de Pensilvania. En el año 2000 tenía una población de 2.381 habitantes y una densidad poblacional de 22 personas por km².

## Geografía
El municipio de Clifford se encuentra ubicado en las coordenadas 41°40′00″N 75°37′35″O / 41.66667, -75.62639.

## Demografía
Según la Oficina del Censo en 2000 los ingresos medios por hogar en la localidad eran de $36,797 y los ingresos medios por familia eran $42,614. Los hombres tenían unos ingresos medios de $33,315 frente a los $21,563 para las mujeres. La renta per cápita para la localidad era de $17,442. Alrededor del 9,5% de la población estaban por debajo del umbral de pobreza.